# 劉通 (1879年)

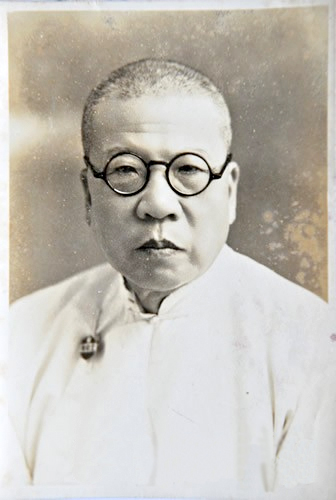
刘通

劉通（1879年—1970年8月9日）原名开通，字伯瀛，号漫叟，福建福州人，中国民主革命家，中华民国及中华人民共和国政治人物、中医学家。

## 生平

### 革命生涯
劉通幼承家学，少年时入私塾。劉通在少年时立志学医。后来，刘通投身革命，加入林森任会长的旅沪福建学生会。1905年，将名字改为“刘通”，参加了福州的“文明社”（后改为“汉族独立会”），任秘密刊物《调查录》编辑。1906年，中国同盟会福建支部成立，秘密设在桥南公益社内，刘通帮助总干事林斯琛主持中国同盟会福建支部的日常工作，并且担任公益社秘书，兼任《建言报》编辑。
1908年秋，刘通考入福建法政学堂学习法律。1910年毕业之后，在福建省担任法官。此时，中国同盟会指派刘通负责宣传革命，刘通乃辞职，出任福建中国同盟会机关报《建言报》主编。
1911年10月，武昌起义爆发。郑祖萌、林斯琛、刘通等人在台江泛船浦码头备下一条小船，邀新军统制孙道仁等人开秘密会议，商谈福州光复日期及作战部署等等。起义原定1911年11月13日举行，但因泄露消息，临时改为11月9日午夜举行。在福州光复战中，刘通任军事指挥，负责桥南总机关部。11月10日午后，战斗结束，清军死伤200多人，革命军阵亡19人，伤20多人。福州光复，结束了清朝对福州的统治。
中华民国军政府福建都督府成立后，刘通被推举为参事会议参事员，后来任政务院秘书长、副院长及都督府秘书等职务。1913年二次革命失败后，刘通遭到通缉，不久逃往上海。1916年，刘通随方声涛参加征闽靖国军、护法等等活动。1922年10月12日，北伐军攻占福州后，林森出任福建省省长，刘通任福建省高等审判厅厅长，后来任福建省政务厅厅长。福州遭北洋政府军队占领后，刘通到厦门从事反对北洋政府的活动。1923年，追随孙中山，出任广州军政府秘书。
1924年1月，中国国民党第一次全国代表大会在广州召开，刘通被孙中山指定为此次大会的福建省代表。1926年12月，北伐军开入福州，刘通任福建司法委员会主任委员、福建高等法院院长。1927年蒋介石发动四·一二政变后，下达“凡属共产党杀无赦”之命，刘通因抵制该命令而遭人指控为“袒共”、“通共”，被免去高等法院院长职务。

### 抗日及其后
1931年九·一八事变后，刘通出席国难会议，主张抗战。1932年，回到福建任福建省民政厅厅长。1934年到南京就任立法院立法委员。
抗日战争中，刘通动员民众抗日。1946年第二次国共内战爆发，刘通发表文章，呼吁停止内战，成立联合政府，还和其他民主人士揭露蒋介石的内战阴谋，否决了设立“戡乱委员会”的议案。
1949年1月，刘通联络福建的中国国民党高层人士，策动中国国民党方面的军警起义，掩护中共地下党的活动，营救被逮捕的中国共产党党员。
中华人民共和国成立后，刘通当选为民革中央执行委员。民革福建省委员会正式成立之后，刘通担任第一届至第四届民革福建省委员会主委。他是福州市第一届人民代表、福建省人民政府委员会委员、福建省人大常委会委员及福建省第一、二、三、四届政协副主席，第三、四届全国政协委员。
1970年8月9日，刘通病逝。

## 著作
中华人民共和国成立后，刘通在工作之余，研究中医及中药，给许多人看病。著有《药钥医谈延生录》、《漫有斋验方》等等。
刘通还著有《福建辛亥光复回忆》，收藏在福建省档案馆内的刘通专档中。该专档还收录了刘通的4位儿女2011年10月9日共同捐赠的刘通38部手稿、24封书信、25份委任书及收条、4幅照片，共计91件。其中，有一份中央人民政府主席毛泽东亲自签发的《中央人民政府任命通知书（府字第3312号）》，上写：“兹经中央人民政府委员会第十次会议通过，任命刘通为福建省人民政府委员。特此通知，主席毛泽东。一九五〇年十二月二十六日”。还有一份福建省人民政府主席张鼎丞签发的《福建省人民政府秘字第一号文》，上写“兹聘请刘通委员为福建省首届各界人民代表会议筹备委员会会员。一九五一年十月八日”。

## 逸事
刘通和吴石（字虞薰）是好友及战友。1917年孙中山南下广州护法，出任大元帅，组织“征闽靖国军，刘通任该军秘书长，吴石与其共事军中”。刘通得知吴石在台湾被处决后，写下《哭吴石》一诗：
恸哭君真死，困难我独生。风光韩愈郡，灯火陵秣城。兵略山川富，诗心水月清。可怜临别语，生死是交情。
1969年刘通病重时，将该诗交给孙子刘海容，嘱咐说：“他日万一有机会见到彭冲、谢筱廼、梁国斌和老前辈中任何一位时，将此诗抄录，谨慎面呈……现有一事殊耿耿于怀，即不知虞薰之牺牲，有关各方面曾否予以记载？便时祈予关照，勿使日后不明不白，我衷心祝愿诸位平安长寿……”
刘通提到的彭冲后来成为党和国家领导人；谢筱廼是当年中共中央派往福建专与吴石联系者，中华人民共和国成立后长期在中央有关部门任职；梁国斌是中华人民共和国成立后福建省的首任社会部部长。